# Proceso telegráfico
En la teoría de la probabilidad, el proceso telegráfico es un proceso estocástico de tiempo continuo sin memoria que muestra dos valores distintos.
Modela el ruido de explosión (también llamado ruido de pururú o señal de telégrafo aleatoria).
Si los dos estados posibles se llaman a y b, el proceso se puede describir mediante las siguientes ecuaciones de Master:
{\displaystyle \partial _{t}P(a,t|x,t_{0})=-\lambda P(a,t|x,t_{0})+\mu P(b,t|x,t_{0})}
y
{\displaystyle \partial _{t}P(b,t|x,t_{0})=\lambda P(a,t|x,t_{0})-\mu P(b,t|x,t_{0}).}
El proceso también se conoce con los nombres de proceso de Kac, y proceso aleatorio dicotómico..

## Propiedades
El conocimiento de un estado inicial decae exponencialmente. Por lo tanto, durante un tiempo en el futuro remoto, 
el proceso alcanzará los siguientes valores estacionarios, indicados por el subíndice s:
Media:
{\displaystyle \langle X\rangle _{s}={\frac {a\mu +b\lambda }{\mu +\lambda }}.}
Varianza:
{\displaystyle \operatorname {var} \{X\}_{s}={\frac {(a-b)^{2}\mu \lambda }{(\mu +\lambda )^{2}}}.}
También se puede calcular una función de correlación:
{\displaystyle \langle X(t),X(s)\rangle _{s}=\exp(-(\lambda +\mu )|t-s|)\operatorname {var} \{X\}_{s}.}